# Círculo de pedras

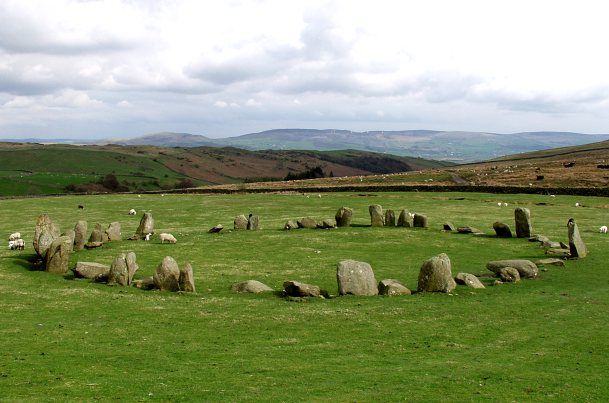
Círculo de pedras de Swinside, no Lake District, Inglaterra.

Círculos de pedras são antigos monumentos. Apesar do nome, não são sempre circulares, e frequentemente formam uma elipse ou um conjunto de quatro pedras dispostas num arco de círculo. A quantidade de pedras pode variar de 4 a 60 pedras eretas (menires) e também frequentemente contém poços ou câmaras.

### Em português
- (em português)-Stonehenge - O círculo sagrado celta

### Em inglês
- (em inglês)-Círculo de pedras Drombeg na Irlanda.
- (em inglês)-O Portal Megalítico
- (em inglês)-Banco de Dados de Círculos de Pedra